# Стероиды

Молекула предшественника всех природных стероидов — ланостерола

Стеро́иды — вещества животного или, реже, растительного происхождения, обладающие высокой биологической активностью и содержащие в своём составе стерановый каркас. Стероиды образуются в природе из изопреноидных предшественников. Особенностью строения стероидов является наличие конденсированной тетрациклической системы гонана (прежнее название — стеран). Ядро гонана в стероидах может быть насыщенным или частично ненасыщенным, содержать алкильные и некоторые функциональные группы — гидроксильные, карбонильные или карбоксильную. Строго говоря, отличительной чертой стероида, классифицирующими его как стероид, является четыре последовательно связанные друг с другом атома углеводородов в структуре молекулы.
В регуляции обмена веществ и некоторых физиологических функций организма участвуют стероидные гормоны. Ряд синтетических гормонов, например, преднизолон, по действию на организм превосходит природные аналоги. В группу стероидов входят содержащиеся в организме человека стероидный спирт холестерин, а также жёлчные кислоты — соединения, имеющие в боковой цепи карбоксильную группу, например, холевая кислота.

Стероидогенез у человека

К стероидам относятся также сердечные гликозиды — вещества растительного происхождения (из наперстянки, строфанта, ландыша), регулирующие сердечную деятельность. В гликозидах стероидный фрагмент соединен гликозидной связью с олигосахаридом.

## Стероидогенез
Стероидогенез — биологический процесс, при котором стероиды образуются из холестерина и превращаются в другие стероиды. Пути стероидогенеза отличаются у различных видов; путь стероидогенеза человека показан на рисунке.
Продукты стероидогенеза включают:
- андрогены
  - тестостерон
- эстрогены и прогестерон
- кортикоиды
  - кортизол
  - альдостерон

### Влияние на мозг
Учёные Леденского Университета, изучая продолжительное время сканы мозга людей регулярно принимающих стероиды, и сравнивая с аналогичными сканами людей стероиды не принимающих пришли к выводу, что у первой группы, сильнее повреждается белое вещество, которое обеспечивает связь между разными участками мозга.